# 脱アミノ
脱アミノ（だつアミノ、Deamination）は、分子からアミンを除去する化学反応である。 
人体では、脱アミノ反応は肝臓で行われるアミノ酸分解の過程である。アミノ酸からαアミノ基が取り外されるとアンモニアへ転換され、αアミノ基が除去されたあとのアミノ酸の残余は、糖新生に使われるか分解される。また、アンモニアは、尿素回路で窒素排泄物質である尿素または尿酸へ変換される。尿素と尿酸は血液中に放出され、最終的に尿として排出される。

## アミノ酸の脱アミノ
一般に、アミノ酸のαアミノ基はアミノトランスフェラーゼによって2-オキソグルタル酸へ転移され、アミノ酸はαケト酸（2-オキソ酸）になり、2-オキソグルタル酸はグルタミン酸になる。さらに、グルタミン酸に転移されたアミノ基はオキサロ酢酸に転移してグルタミン酸は2-オキソグルタル酸に戻り、オキサロ酢酸はアスパラギン酸になる。

### アミノ転移
アミノ転移はアミノ基が酵素に転移し2-オキソ酸が生成する第一段階と、酵素のアミノ基がアミノ受容体に転移する第二段階の2段階に進行する。

アミノトランスフェラーゼにはピリドキシン由来のピリドキサール-5'-リン酸(PLP)が含まれており、このアルデヒド基がアミノ基を受け取るとピリドキサミン-5'-リン酸(PMP)となる。また、PLPは酵素内のリシン側鎖のε-アミノ基と縮合し、シッフ塩基を形成する。

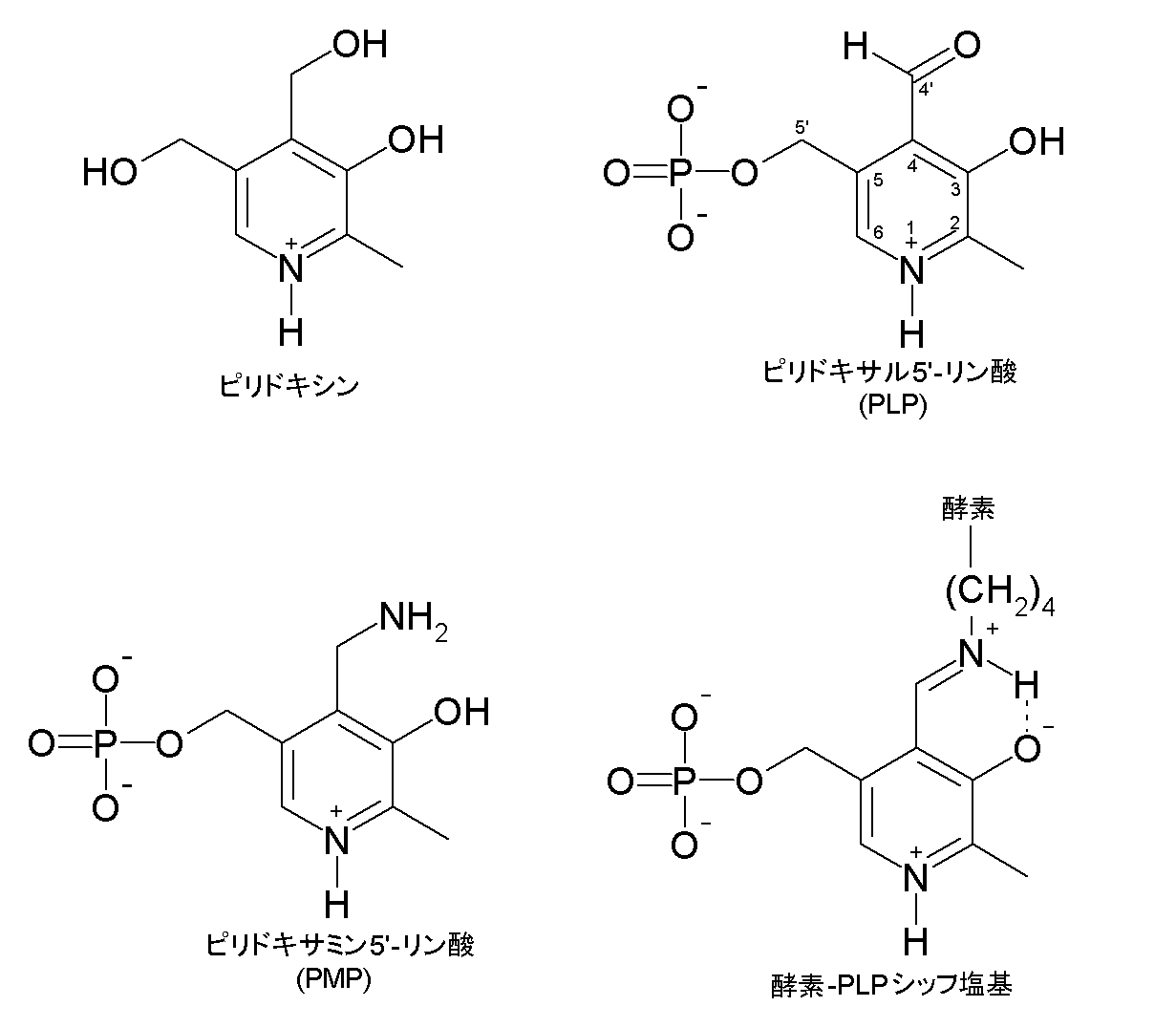
PLPとその関連化合物

#### 第一段階
アミノ酸のアミノ基が酵素-PLPシッフ塩基の炭素原子へ求核攻撃しイミノ転移（シッフ塩基転移）を起こし、アミノ酸-PLPシッフ塩基（アルドイミン）を形成し、同時にリシンの側鎖アミノ基を遊離する。遊離されたアミノ基は活性部位の一般塩基として機能する。次に、活性部位のリシン側鎖アミノ基がアミノ酸-PLPシッフ塩基のα水素を取り、安定なカルボアニオン中間体を形成し、αケト酸-PMPシッフ塩基（ケトイミン）と互変異性化する。そして、αケト酸-PMPシッフ塩基が加水分解し、PMPとαケト酸（2-オキソ酸）が生成する。

#### 第二段階
第二段階は第一段階の逆反応が起こり、αケト酸（2-オキソ酸）からアミノ酸が合成され、酵素が再生される。第二段階で使われる2-オキソ酸は主に2-オキソグルタル酸（またはオキサロ酢酸）で、合成されるアミノ酸はグルタミン酸（またはアスパラギン酸）である。つまり、アミノ酸から取り外されたアミノ基はほぼ、グルタミン酸またはアスパラギン酸のアミノ基になる。なお、グルタミン酸とアスパラギン酸はアスパラギン酸トランスアミナーゼによって相互変換される。
グルタミン酸は後述の酸化的脱アミノで尿素合成のためにアンモニアを放出して2-オキソグルタル酸に戻って再びアミノ転移される。

### 酸化的脱アミノ
アミノ転移で合成されたグルタミン酸は、ミトコンドリアでグルタミン酸デヒドロゲナーゼ(GDH)によって酸化的脱アミノされる。
グルタミン酸のα炭素がニコチンアミドアデニンジヌクレオチド（またはニコチンアミドアデニンジヌクレオチドリン酸）によって酸化されて反応中間体である2-イミノグルタル酸が生成する。さらにこれが加水分解されて2-オキソグルタル酸（α-ケトグルタル酸）とアンモニアが生成する。

### フラビンアデニンジヌクレオチドを使う脱アミノ
腎臓に存在するD-アミノ酸オキシダーゼはフラビンアデニンジヌクレオチド(FAD)を補酵素としてD-アミノ酸を酸化し、α-ケト酸とアンモニアに分解する。還元されたFADは酸素で酸化される。なお、D-アミノ酸は細菌の細胞壁にしか存在しないため、この酵素の役割は不明である。